# Xarxa de municipis i entitats de les Illes Balears pel Ramon Llull

Municipis adherits a la Xarxa pel Ramon Llull

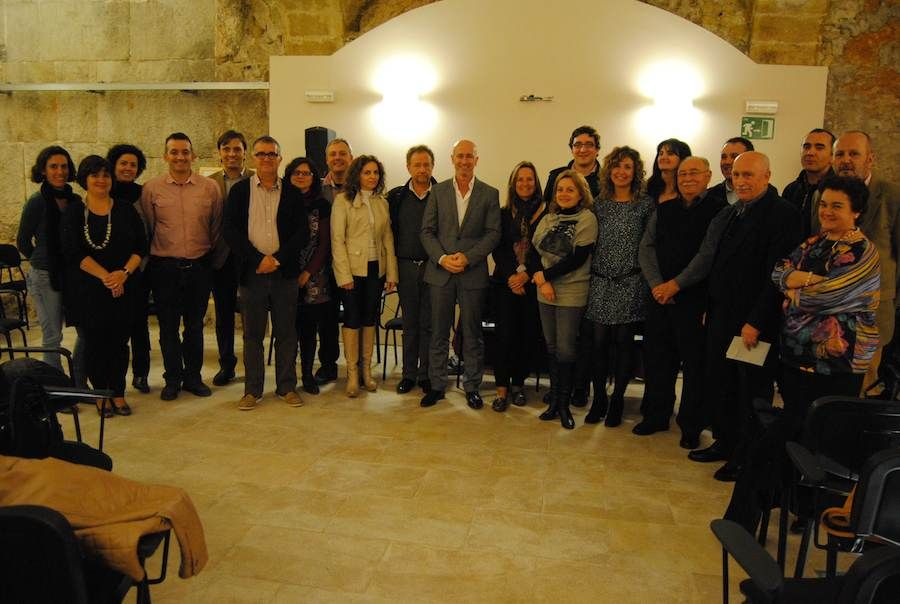
Reunió constituent de la Xarxa pel Ramon Llull

La "Xarxa de municipis i entitats pel Ramon Llull" és una agrupació de municipis de les Illes Balears amb l'objectiu d'incorporar-se a la Fundació Ramon Llull i així promoure la llengua i la cultura catalanes a l'exterior juntament amb la Generalitat de Catalunya, el Govern d'Andorra, el Consell General dels Pirineus Orientals, l'Alguer i la Xarxa de municipis del País Valencià.
Els punts de treball de la xarxa són: "intensificar l'estudi, promoció i la defensa de la llengua catalana, des dels orígens fins avui, de totes les modalitats i els mitjans d'expressió", a més de fomentar la projecció exterior "de la llengua i dels àmbits culturals que s'hi expressen", segons recullen els estatuts. L'ens no s'atura aquí i també es compromet a "vetlar pel compliment de la legislació sobre la llengua catalana".
Els municipis que han votat positivament adherir-se a la xarxa són: 
Alaró,
Alcúdia,
Algaida,
Andratx,
Artà,
Ariany,
Búger,
Campanet,
Capdepera,
Formentera,
Esporles,
Es Mercadal,
Lloseta,
Manacor,
Petra,
Pollença,
Porreres,
Puigpunyent,
Santa Margalida,
Santa Maria del Camí,
Sant Llorenç des Cardassar,
Sant Joan,
Sencelles,
Ses Salines,
Sineu,
Son Servera i 
Valldemossa.
Per contra,
Bunyola, 
Binissalem,
Campos,
Deià, 
Inca, 
Llucmajor, 
Marratxí, 
Palma i 
sa Pobla han desestimat la proposta.